# Hamdy Fathy
Hamdy Fathy Abdelhalim (in arabo حمدي فتحي عبد الحليم‎?; Beheira, 1º gennaio 1994) è un calciatore egiziano, centrocampista dell'Al-Ahly, in prestito dall'Al-Wakrah, e della nazionale egiziana.

## Caratteristiche tecniche
È un mediano con attitudine difensiva, intelligente tatticamente, efficace nell'intercettare la sfera dagli avversari e far ripartire l'azione con passaggi precisi.

## Carriera

### Club
Muove i suoi primi passi nelle giovanili del Damanhour, prima di essere acquistato dall'ENPPI nel 2015. Non riuscendo a trovare spazio, nel 2016 passa in prestito al Petrojet.
Il 13 gennaio 2019 passa all'Al-Ahly in cambio di circa 30 milioni di EGP, firmando un accordo valido fino al 2023. Nel 2020 conquista uno storico treble, vincendo il campionato, la coppa nazionale e la CAF Champions League.
Il 4 luglio 2023 si trasferisce a titolo definitivo all'Al-Wakrah, nel campionato qatariota, firmando un quadriennale.
Nel giugno del 2025 ritorna in prestito all'Al-Ahly, per partecipare alla Coppa del mondo per club.

### Nazionale
Esordisce in nazionale il 14 ottobre 2019 contro il Botswana in amichevole, subentrando al 53' al posto di Mohamed Elneny e bagnando l'esordio con una rete, che consente ai Faraoni di vincere l'incontro 1-0. Il 29 dicembre 2021 viene incluso dal CT Carlos Queiroz nella lista definitiva dei 25 convocati per la fase finale della Coppa d'Africa 2021, dove l'Egitto viene sconfitto in finale dal Senegal ai calci di rigore.
Il 30 dicembre 2023 viene incluso dal CT Rui Vitória nella rosa dei 27 convocati per la fase finale della Coppa d'Africa 2023, disputata in Costa d'Avorio. L'Egitto verrà eliminato agli ottavi di finale dalla RD del Congo ai calci di rigore.

## Statistiche

### Presenze e reti nei club
Statistiche aggiornate al 24 giugno 2025.
| Stagione         | Squadra          | Campionato       | Campionato | Campionato | Coppe nazionali | Coppe nazionali | Coppe nazionali | Coppe continentali | Coppe continentali | Coppe continentali | Altre coppe  | Altre coppe | Altre coppe | Totale | Totale |
| Stagione         | Squadra          | Comp             | Pres       | Reti       | Comp            | Pres            | Reti            | Comp               | Pres               | Reti               | Comp         | Pres        | Reti        | Pres   | Reti   |
| ---------------- | ---------------- | ---------------- | ---------- | ---------- | --------------- | --------------- | --------------- | ------------------ | ------------------ | ------------------ | ------------ | ----------- | ----------- | ------ | ------ |
| 2014-2015        | Damanhour        | PL               | 31         | 3          | CE              | 0               | 0               | -                  | -                  | -                  | -            | -           | -           | 31     | 3      |
| 2015-2016        | ENPPI            | PL               | 6          | 0          | CE              | 1               | 0               | CC                 | 0                  | 0                  | -            | -           | -           | 7      | 0      |
| 2016-2017        | Petrojet         | PL               | 27         | 2          | CE              | 2               | 0               | -                  | -                  | -                  | -            | -           | -           | 29     | 2      |
| 2017-2018        | ENPPI            | PL               | 29         | 3          | CE              | 0               | 0               | -                  | -                  | -                  | -            | -           | -           | 29     | 3      |
| 2018-gen. 2019   | ENPPI            | PL               | 16         | 3          | CE              | 1               | 0               | -                  | -                  | -                  | -            | -           | -           | 17     | 3      |
| Totale ENPPI     | Totale ENPPI     | Totale ENPPI     | 51         | 6          |                 | 2               | 0               |                    | 0                  | 0                  |              | -           | -           | 53     | 6      |
| gen.-giu. 2019   | Al-Ahly          | PL               | 13         | 2          | CE              | 1               | 0               | CCL                | 1                  | 0                  | SE           | 1           | 0           | 16     | 2      |
| 2019-2020        | Al-Ahly          | PL               | 18         | 3          | CE              | 4               | 1               | CCL                | 6                  | 2                  | SE           | 0           | 0           | 28     | 6      |
| 2020-2021        | Al-Ahly          | PL               | 21         | 0          | CE              | 3               | 0               | CCL                | 7                  | 0                  | SE+SA+Cmc    | 1+1+3       | 0           | 36     | 0      |
| 2021-2022        | Al-Ahly          | PL               | 20         | 1          | CE+CdL          | 2+0             | 2               | CCL                | 13                 | 1                  | SE+SA+Cmc    | 1+1+2       | 0           | 39     | 4      |
| 2022-2023        | Al-Ahly          | PL               | 17         | 1          | CE+CdL          | 1+0             | 0               | CCL                | 12                 | 3                  | SE+Cmc       | 1+4         | 0           | 35     | 4      |
| 2023-2024        | Al-Wakrah        | QSL              | 18         | 4          | QSC+EQC         | 0+2             | 0               | ACL                | 1                  | 0                  | CQ           | 2           | 0           | 23     | 4      |
| 2024-giu. 2025   | Al-Wakrah        | QSL              | 21         | 0          | QSC+EQC         | 1+1             | 0               | ACL-2              | 5                  | 0                  | CQ           | 0           | 0           | 4      | 0      |
| Totale Al-Wakrah | Totale Al-Wakrah | Totale Al-Wakrah | 39         | 4          |                 | 4               | 0               |                    | 6                  | 0                  |              | 2           | 0           | 51     | 4      |
| giu. 2025        | Al-Ahly          | PL               | -          | -          | CE+CdL          | -               | -               | CCL                | -                  | -                  | SE+SA+CI+Cmc | 0+0+0+3     | 0           | 3      | 0      |
| Totale Al-Ahly   | Totale Al-Ahly   | Totale Al-Ahly   | 89         | 7          |                 | 11              | 3               |                    | 39                 | 6                  |              | 18          | 0           | 157    | 16     |
| Totale carriera  | Totale carriera  | Totale carriera  | 237        | 22         |                 | 19              | 3               |                    | 45                 | 6                  |              | 20          | 0           | 321    | 31     |

### Cronologia presenze e reti in nazionale
| Cronologia completa delle presenze e delle reti in nazionale ― Egitto | Cronologia completa delle presenze e delle reti in nazionale ― Egitto | Cronologia completa delle presenze e delle reti in nazionale ― Egitto | Cronologia completa delle presenze e delle reti in nazionale ― Egitto | Cronologia completa delle presenze e delle reti in nazionale ― Egitto | Cronologia completa delle presenze e delle reti in nazionale ― Egitto | Cronologia completa delle presenze e delle reti in nazionale ― Egitto | Cronologia completa delle presenze e delle reti in nazionale ― Egitto |
| Data                                                                  | Città                                                                 | In casa                                                               | Risultato                                                             | Ospiti                                                                | Competizione                                                          | Reti                                                                  | Note                                                                  |
| --------------------------------------------------------------------- | --------------------------------------------------------------------- | --------------------------------------------------------------------- | --------------------------------------------------------------------- | --------------------------------------------------------------------- | --------------------------------------------------------------------- | --------------------------------------------------------------------- | --------------------------------------------------------------------- |
| 14-10-2019                                                            | Alessandria d'Egitto                                                  | Egitto                                                                | 1 – 0                                                                 | Botswana                                                              | Amichevole                                                            | 1                                                                     | 53’                                                                   |
| 7-11-2019                                                             | Alessandria d'Egitto                                                  | Egitto                                                                | 1 – 0                                                                 | Liberia                                                               | Amichevole                                                            | 1                                                                     | 53’                                                                   |
| 17-11-2020                                                            | Lomé                                                                  | Togo                                                                  | 1 – 3                                                                 | Egitto                                                                | Qual. Coppa d'Africa 2021                                             | -                                                                     |                                                                       |
| 25-3-2021                                                             | Nairobi                                                               | Kenya                                                                 | 1 – 1                                                                 | Egitto                                                                | Qual. Coppa d'Africa 2021                                             | -                                                                     | 72’                                                                   |
| 1-9-2021                                                              | Il Cairo                                                              | Egitto                                                                | 1 – 0                                                                 | Angola                                                                | Qual. Mondiali 2022                                                   | -                                                                     | 90+1’                                                                 |
| 5-9-2021                                                              | Franceville                                                           | Gabon                                                                 | 1 – 1                                                                 | Egitto                                                                | Qual. Mondiali 2022                                                   | -                                                                     | 77’                                                                   |
| 30-9-2021                                                             | Alessandria d'Egitto                                                  | Egitto                                                                | 2 – 0                                                                 | Liberia                                                               | Amichevole                                                            | -                                                                     | 77’                                                                   |
| 8-10-2021                                                             | Alessandria d'Egitto                                                  | Egitto                                                                | 1 – 0                                                                 | Libia                                                                 | Qual. Mondiali 2022                                                   | -                                                                     | 90+2’                                                                 |
| 11-10-2021                                                            | Bengasi                                                               | Libia                                                                 | 0 – 3                                                                 | Egitto                                                                | Qual. Mondiali 2022                                                   | -                                                                     | 64’                                                                   |
| 12-11-2021                                                            | Luanda                                                                | Angola                                                                | 2 – 2                                                                 | Egitto                                                                | Qual. Mondiali 2022                                                   | -                                                                     | 46’                                                                   |
| 16-11-2021                                                            | Alessandria d'Egitto                                                  | Egitto                                                                | 2 – 1                                                                 | Gabon                                                                 | Qual. Mondiali 2022                                                   | -                                                                     |                                                                       |
| 1-12-2021                                                             | Doha                                                                  | Egitto                                                                | 1 – 0                                                                 | Libano                                                                | Coppa araba FIFA 2021 - 1º turno                                      | -                                                                     | 38’                                                                   |
| 7-12-2021                                                             | Al Wakrah                                                             | Algeria                                                               | 1 – 1                                                                 | Egitto                                                                | Coppa araba FIFA 2021 - 1º turno                                      | -                                                                     | 39’                                                                   |
| 11-12-2021                                                            | Al Wakrah                                                             | Egitto                                                                | 3 – 1 dts                                                             | Giordania                                                             | Coppa araba FIFA 2021 - Quarti di finale                              | -                                                                     | 72’                                                                   |
| 15-12-2021                                                            | Doha                                                                  | Tunisia                                                               | 1 – 0                                                                 | Egitto                                                                | Coppa araba FIFA 2021 - Semifinale                                    | -                                                                     | 80’                                                                   |
| 18-12-2021                                                            | Doha                                                                  | Egitto                                                                | 0 – 0 dts (4 – 5 dtr)                                                 | Qatar                                                                 | Coppa araba FIFA 2021 - Finale 3º posto                               | -                                                                     | 91’                                                                   |
| 11-1-2022                                                             | Garoua                                                                | Nigeria                                                               | 1 – 0                                                                 | Egitto                                                                | Coppa d'Africa 2021 - 1º turno                                        | -                                                                     |                                                                       |
| 15-1-2022                                                             | Garoua                                                                | Guinea-Bissau                                                         | 0 – 1                                                                 | Egitto                                                                | Coppa d'Africa 2021 - 1º turno                                        | -                                                                     | 78’                                                                   |
| 19-1-2022                                                             | Yaoundé                                                               | Egitto                                                                | 1 – 0                                                                 | Sudan                                                                 | Coppa d'Africa 2021 - 1º turno                                        | -                                                                     | 84’                                                                   |
| 26-1-2022                                                             | Douala                                                                | Costa d'Avorio                                                        | 0 – 0 dts (4 – 5 dtr)                                                 | Egitto                                                                | Coppa d'Africa 2021 - Ottavi di finale                                | -                                                                     | 84’                                                                   |
| 3-2-2022                                                              | Yaoundé                                                               | Camerun                                                               | 0 – 0 dts (1 – 3 dtr)                                                 | Egitto                                                                | Coppa d'Africa 2021 - Semifinale                                      | -                                                                     |                                                                       |
| 6-2-2022                                                              | Yaoundé                                                               | Senegal                                                               | 0 – 0 dts (4 – 2 dtr)                                                 | Egitto                                                                | Coppa d'Africa 2021 - Finale                                          | -                                                                     | 37’ 99’                                                               |
| 25-3-2022                                                             | Il Cairo                                                              | Egitto                                                                | 1 – 0                                                                 | Senegal                                                               | Qual. Mondiali 2022                                                   | -                                                                     |                                                                       |
| 29-3-2022                                                             | Dakar                                                                 | Senegal                                                               | 1 – 0 dts (3 – 1 dtr)                                                 | Egitto                                                                | Qual. Mondiali 2022                                                   | -                                                                     | 118’                                                                  |
| 5-6-2022                                                              | Il Cairo                                                              | Egitto                                                                | 1 – 0                                                                 | Guinea                                                                | Qual. Coppa d'Africa 2023                                             | -                                                                     | 78’                                                                   |
| 23-9-2022                                                             | Alessandria d'Egitto                                                  | Egitto                                                                | 3 – 0                                                                 | Niger                                                                 | Amichevole                                                            | -                                                                     | 67’                                                                   |
| 27-9-2022                                                             | Alessandria d'Egitto                                                  | Egitto                                                                | 3 – 0                                                                 | Liberia                                                               | Amichevole                                                            | -                                                                     | 77’                                                                   |
| 24-3-2023                                                             | Il Cairo                                                              | Egitto                                                                | 2 – 0                                                                 | Malawi                                                                | Qual. Coppa d'Africa 2023                                             | -                                                                     | 81’                                                                   |
| 28-3-2023                                                             | Lilongwe                                                              | Malawi                                                                | 0 – 4                                                                 | Egitto                                                                | Qual. Coppa d'Africa 2023                                             | -                                                                     | 70’                                                                   |
| 14-6-2023                                                             | Marrakech                                                             | Guinea                                                                | 1 – 2                                                                 | Egitto                                                                | Qual. Coppa d'Africa 2023                                             | -                                                                     | 67’                                                                   |
| 8-9-2023                                                              | Il Cairo                                                              | Egitto                                                                | 1 – 0                                                                 | Etiopia                                                               | Qual. Coppa d'Africa 2023                                             | -                                                                     | 90+1’                                                                 |
| 12-9-2023                                                             | Il Cairo                                                              | Egitto                                                                | 1 – 3                                                                 | Tunisia                                                               | Amichevole                                                            | -                                                                     | 86’                                                                   |
| 12-10-2023                                                            | al-'Ayn                                                               | Egitto                                                                | 1 – 0                                                                 | Zambia                                                                | Amichevole                                                            | 1                                                                     | 90+1’                                                                 |
| 16-10-2023                                                            | al-ʿAyn                                                               | Egitto                                                                | 1 – 1                                                                 | Algeria                                                               | Amichevole                                                            | 1                                                                     | 57’ 86’                                                               |
| 16-11-2023                                                            | Il Cairo                                                              | Egitto                                                                | 6 – 0                                                                 | Gibuti                                                                | Qual. Mondiali 2026                                                   | -                                                                     | 51’                                                                   |
| 19-11-2023                                                            | Monrovia                                                              | Sierra Leone                                                          | 0 – 2                                                                 | Egitto                                                                | Qual. Mondiali 2026                                                   | -                                                                     | 55’ 69’                                                               |
| 7-1-2024                                                              | Il Cairo                                                              | Egitto                                                                | 2 – 0                                                                 | Tanzania                                                              | Amichevole                                                            | -                                                                     | 46’                                                                   |
| 14-1-2024                                                             | Abidjan                                                               | Egitto                                                                | 2 – 2                                                                 | Mozambico                                                             | Coppa d'Africa 2023 - 1º turno                                        | -                                                                     |                                                                       |
| 18-1-2024                                                             | Abidjan                                                               | Egitto                                                                | 2 – 2                                                                 | Ghana                                                                 | Coppa d'Africa 2023 - 1º turno                                        | -                                                                     |                                                                       |
| 22-1-2024                                                             | Abidjan                                                               | Capo Verde                                                            | 2 – 2                                                                 | Egitto                                                                | Coppa d'Africa 2023 - 1º turno                                        | -                                                                     | 46’                                                                   |
| 28-1-2024                                                             | San-Pedro                                                             | Egitto                                                                | 1 – 1 dts (7 – 8 dtr)                                                 | RD del Congo                                                          | Coppa d'Africa 2023 - Ottavi di finale                                | -                                                                     | 58’ 100’                                                              |
| 22-3-2024                                                             | Il Cairo                                                              | Egitto                                                                | 1 – 0                                                                 | Nuova Zelanda                                                         | Amichevole                                                            | -                                                                     | 26’                                                                   |
| 26-3-2024                                                             | Il Cairo                                                              | Egitto                                                                | 2 – 4                                                                 | Croazia                                                               | Amichevole                                                            | -                                                                     | 68’                                                                   |
| 6-6-2024                                                              | Il Cairo                                                              | Egitto                                                                | 2 – 1                                                                 | Burkina Faso                                                          | Qual. Mondiali 2026                                                   | -                                                                     |                                                                       |
| 10-6-2024                                                             | Bissau                                                                | Guinea-Bissau                                                         | 1 – 1                                                                 | Egitto                                                                | Qual. Mondiali 2026                                                   | -                                                                     |                                                                       |
| 6-9-2024                                                              | Il Cairo                                                              | Egitto                                                                | 3 – 0                                                                 | Capo Verde                                                            | Qual. Coppa d'Africa 2025                                             | -                                                                     | 14’                                                                   |
| 10-9-2024                                                             | Francistown                                                           | Botswana                                                              | 0 – 4                                                                 | Egitto                                                                | Qual. Coppa d'Africa 2025                                             | -                                                                     | 83’                                                                   |
| 11-10-2024                                                            | Il Cairo                                                              | Egitto                                                                | 2 – 0                                                                 | Mauritania                                                            | Qual. Coppa d'Africa 2025                                             | -                                                                     |                                                                       |
| 15-10-2024                                                            | Nouakchott                                                            | Mauritania                                                            | 0 – 1                                                                 | Egitto                                                                | Qual. Coppa d'Africa 2025                                             | -                                                                     | 66’                                                                   |
| 15-11-2024                                                            | Praia                                                                 | Capo Verde                                                            | 1 – 1                                                                 | Egitto                                                                | Qual. Coppa d'Africa 2025                                             | -                                                                     | 24’                                                                   |
| 21-3-2025                                                             | Casablanca                                                            | Etiopia                                                               | 0 – 2                                                                 | Egitto                                                                | Qual. Mondiali 2026                                                   | -                                                                     | 84’                                                                   |
| 25-3-2025                                                             | Il Cairo                                                              | Egitto                                                                | 1 – 0                                                                 | Sierra Leone                                                          | Qual. Mondiali 2026                                                   | -                                                                     | 57’                                                                   |
| Totale                                                                |                                                                       | Presenze                                                              | 52                                                                    |                                                                       | Reti                                                                  | 4                                                                     |                                                                       |

## Palmarès

### Club

#### Competizioni nazionali
- Campionato egiziano: 3

Al-Ahly: 2018-2019, 2019-2020, 2022-2023
- Coppa d'Egitto: 2

Al-Ahly: 2019-2020, 2021-2022
- Supercoppa d'Egitto: 3

Al-Ahly: 2018, 2021, 2022

#### Competizioni internazionali
- CAF Champions League: 3

Al-Ahly: 2019-2020, 2020-2021, 2022-2023
- Supercoppa CAF: 1

Al-Ahly: 2021